# Cavalo Konik

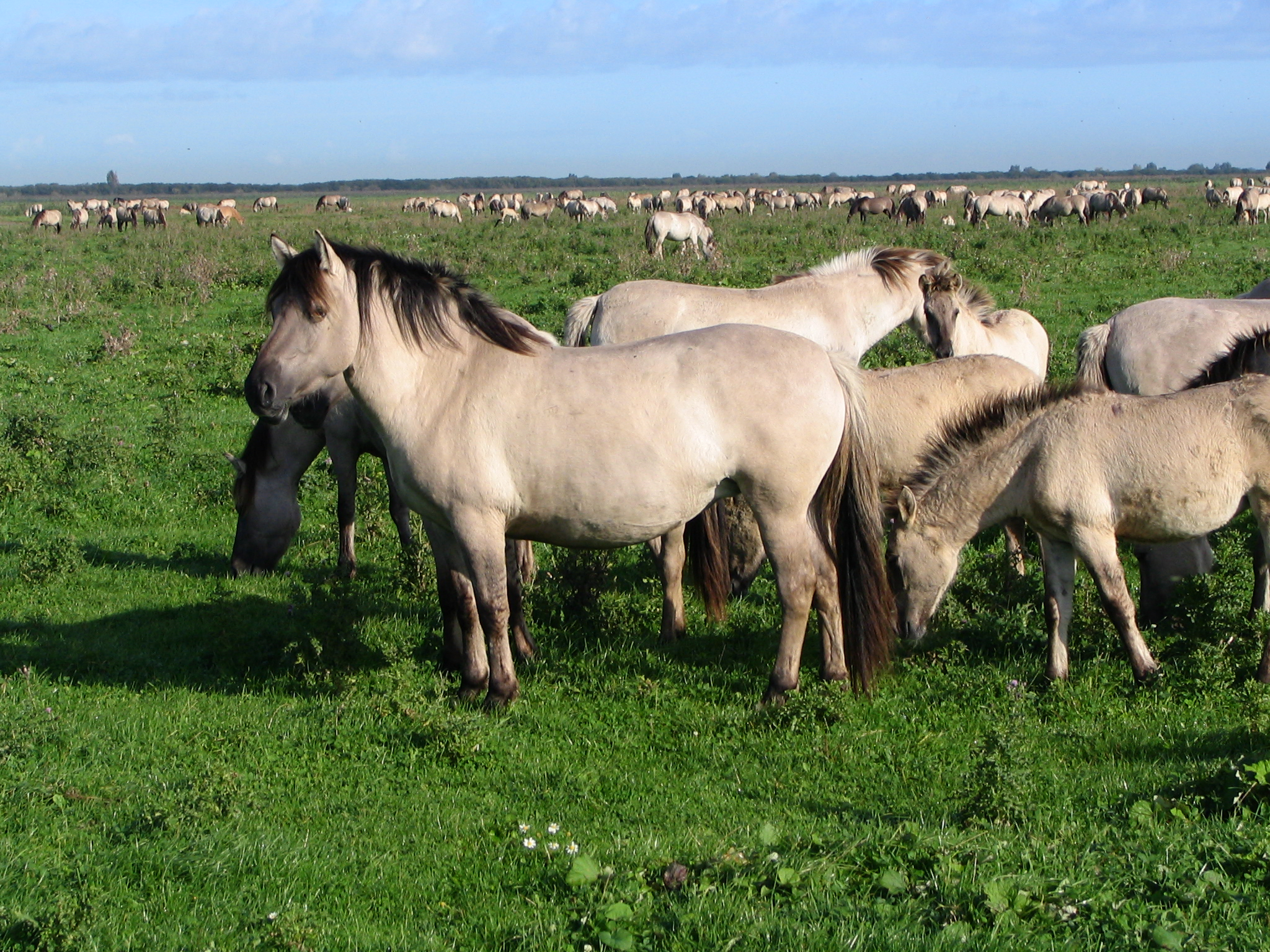
Manada de koniks assilvestrados, em Oostvaardersplassen, Países Baixos.

O konik (em polonês/polaco:  konik polski ou konik biłgorajski), também conhecido como cavalo primitivo polonês, é uma raça de cavalo originaria da Polônia. Seu nome em polaco significa literalmente "cavalinho", e faz referência ao seu pequeno tamanho. 
O konik é um cavalo bastante longevo, frugal e resistente, o que lhe faz dele um animal bastante eficaz em diversos trabalhos agrícolas. Não obstante, seu principal interesse continua residindo em sua proximidade com o tarpã. Durante o século XX, a raça tem sido objeto de diversos métodos de criação que procuraram potencializar as características de seu antepassado extinto, e obter assim uma "reprodução" dele que pudesse ser liberta áreas protegidas e cobrisse o nicho ecológico que a extinção do tarpã deixou em aberto. Atualmente existem manadas de koniks melhorados que vivem em liberdade em algumas zonas da Polónia, Lituânia, Holanda e Inglaterra, e por esse motivo a raça é considerada semi-assilvestrada. O Cavalo de Heck, obtidos do cruzamento de koniks com pôneis da Escócia e da Islândia, pode ser encontrado em algumas zonas da Alemanha.

## Características
A raça tem uma construção forte e atarracadao, cabeça pequena com um perfil reto, e um pescoço de inserção baixa fora do peito. O Konik tem um peito profundo, crina espessa, e frequentemente a pelagem é de um ruão azulado, muitas vezes coloquialmente chamado de "rato-cinzenta". O Konik é curto em altura, que costuma girar em torno de 130 a 140 cm, e seu peso vai de 350 a 400 kg.